# Confessionele Beweging
De Confessionele Beweging (CB) is een modaliteitsbeweging binnen de Protestantse Kerk in Nederland (PKN). Het is een vereniging die in 2020 ontstond uit een fusie van de Confessionele Vereniging en het Confessioneel Gereformeerd Beraad. 

## Geschiedenis
De Confessionele Vereniging (CV) bestond sinds 1864 en werd opgericht door Groen van Prinsterer om de eenheid in het Nederlandse protestantisme te herstellen. De Gereformeerde Bond ontstond in 1906 als afsplitsing van deze vereniging. Van oudsher was de Confessionele Vereniging een modaliteitsbeweging in de Nederlandse Hervormde Kerk. Na de wording van de PKN in 2004 was de Vereniging daaraan verbonden.
Het Confessioneel Gereformeerd Beraad (CGB) bestond sinds 1973 en was van oorsprong een modaliteitsbeweging binnen de Gereformeerde Kerken in Nederland, die eveneens in de PKN zijn opgegaan.

## Werkwijze
De Confessionele Beweging verspreidt via publicaties haar gedachtegoed. De aanpak is gericht op 'confessioneel als een beweging voor verdieping en vernieuwing'. Sinds 2012 zijn in de geloofsserie Geloven op goede gronden diverse uitgaven verschenen.
De beweging telt ongeveer 1600 leden, er toe behoren predikanten die dienst doen in een gemeente, emeriti, studenten en kerkleden. De aan de vereniging gelieerde 'Stichting Confessioneel' geeft een blad uit onder de naam Confessioneel-Credo. Landelijk en regionaal worden lezingen, conferenties en ontmoetingsdagen georganiseerd.